# Mount Dowie
Mount Dowie är ett berg i Antarktis. Det ligger i Östantarktis. Australien gör anspråk på området. Toppen på Mount Dowie är 1 524 meter över havet, eller 101 meter över den omgivande terrängen. Bredden vid basen är 3,5 km.
Terrängen runt Mount Dowie är platt åt sydväst, men åt nordost är den kuperad. Trakten är obefolkad. Det finns inga samhällen i närheten.